# Roumanie aux Jeux mondiaux de 2017
Cet article contient des informations sur la participation et les résultats de la Roumanie aux Jeux mondiaux de 2017 à Wrocław en Pologne.

## Médailles

### Or
| Sport              | Discipline | Sportifs |
| Médailles d'or : 0 |            |          |

### Argent
| Sport                  | Discipline   | Sportifs                                                                                            |
| Médailles d'argent : 1 |              | |
| Gymnastique aérobic    | Groupe mixte | Roumanie - Dacian Barna - Gabriel Bocser - Andreea Bogati - Marian Brotei - Lucian Stefan Savulescu |

### Bronze
| Sport                   | Discipline  | Sportifs                    |
| Médailles de bronze : 1 |             |                             |
| Gymnastique aérobic     | Paire mixte | Andreea Bogati Dacian Barna |